# Labarthe (Gers)
Labarthe település Franciaországban, Gers megyében. Lakosainak száma 147 fő (2022. január 1.). Labarthe Clermont-Pouyguillès, Lourties-Monbrun, Masseube, Pouy-Loubrin és Seissan községekkel határos.

## Népesség
A település népességének változása:
| Lakosok száma | 128  | 135  | 151  | 154  | 164  | 159  | 153  | 147  | 148  | 147  |
|               | 1968 | 1982 | 1990 | 2006 | 2013 | 2015 | 2017 | 2019 | 2020 | 2022 |